# Journeyman

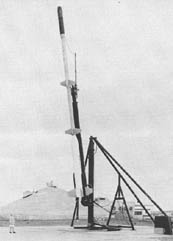
Journeyman

Journeyman (Argo D-8) ist die Bezeichnung einer fünfstufigen Höhenforschungsrakete. Die Journeyman wurde von der Aerolab Development Co. im Auftrag der NASA entwickelt. Zwischen 1960 und 1965 startete sie achtmal erfolgreich.
Die Journeyman hatte eine Gipfelhöhe von 3000 km, eine Startmasse von 6,3 t, einen Durchmesser von 0,79 m und eine Länge von 18,90 m. Eine Vorgängervariante war die Blue Scout Junior, auch als Journeyman B bezeichnet.